# Claude Arrieu
Pour les articles homonymes, voir Arrieu et Simon.
Claude Arrieu, de son vrai nom Louise-Marie Simon, est une compositrice française, née le 30 novembre 1903 dans le 8e arrondissement de Paris, ville où elle est morte le 7 mars 1990 dans le 19e arrondissement.

## Biographie
Fille de la pianiste et compositrice Cécile Simon, Claude Arrieu acquiert dès son plus jeune âge une formation classique et s'intéresse particulièrement aux œuvres de Bach et de Mozart. Puis, elle découvre la musique moderne avec Igor Stravinsky. Mais ce sont Gabriel Fauré, Claude Debussy et Maurice Ravel qui l'attirent vraiment.
Rêvant d'une carrière de virtuose, elle entre en 1924 au Conservatoire de Paris et devient l'élève de Marguerite Long. Elle suit les classes d'écriture de Georges Caussade, Noël Gallon, Jean Roger-Ducasse puis Paul Dukas. Elle obtient un premier prix de composition en 1932.
Dès lors, elle développe un style personnel. Elle s'intéresse particulièrement à l'évolution du langage musical et des différents moyens techniques offerts. En 1936, elle entre au service des programmes de la Radiodiffusion française où elle est metteuse en onde formée par Pierre Schaeffer. Elle est cependant exclue de la radio en juillet 1941 car le second statut sur les Juifs est mis en application. Elle participe à l'aventure de la musique concrète en collaborant, notamment, à la série radiophonique expérimentale de Pierre Schaeffer, La Coquille à planètes (1943-1944). Elle ne continuera cependant pas à composer de la musique concrète qu'elle avoue ne pas comprendre. Cette pièce ne sera toutefois diffusée qu'après la libération, en 1946.
En 1949, Claude Arrieu remporte le prix Italia de la Rai pour Frédéric Général.

## Œuvres
Claude Arrieu écrit pour toutes les formations, compose des œuvres de « musique pure » et d'autres appropriées au théâtre, au cinéma, à la radio, au music-hall, ajoutant à ses dons habituels le sens dramatique ou comique ainsi que le goût du rythme et des images.
Elle compose des concertos pour piano (1932), pour deux pianos (1934), deux concertos pour violon (1938 et 1949), des concertos pour flûte (1946) et pour trompette et cordes (1965), dans lesquels elle manifeste le souci de mettre en valeur l'instrument soliste. Elle écrit également, une Petite Suite en cinq parties (1945), une Suite funambulesque (1961), un concerto pour quintette à vent et cordes (1962) et des Variations classiques pour cordes (1970).
Parmi les pièces de musique de chambre les plus importantes, il faut signaler son Trio d'anches (1936), sa Sonatine pour deux violons (1937), son Quatuor pour clarinettes (1964) ou encore sa Sonatine pour flûte et piano qui fait grande impression lors de sa création à la radio en 1944 par Jean-Pierre Rampal et H. Moyens.
Elle a laissé des œuvres instrumentales importantes et c'est cependant la musique vocale qui a marqué sa carrière : la voix l'a beaucoup inspirée et elle a mis en musique des poèmes de Clément Marot, Joachim du Bellay, Louise de Vilmorin, Louis Aragon, Jean Cocteau, Jean Tardieu, Paul Éluard. Son premier opéra-bouffe, Cadet Roussel sur un livret d'André de la Tourasse et de Jean Limozin, est représenté à l'Opéra de Marseille le 2 octobre 1953. En 1960, La Princesse de Babylone, opéra-bouffe sur un livret de Pierre Dominique d'après Voltaire, est désignée comme le meilleur spectacle de la décentralisation lyrique.
De nombreuses mélodies sont écrites. On peut citer les Chansons Bas, pour chant et piano d'après les poèmes de Mallarmé (1937), Candide, musique radiophonique sur des textes de Jean Tardieu d'après Voltaire. À la Libération, sa Cantate des sept poèmes d'amour en guerre sur des poèmes de Paul Éluard est d'une grande sobriété dans son instrumentation.
Elle dédie en 1985 son Impromptu II pour hautbois et piano à la hautboïste américaine Laila Storch.
La pièce Jeux qu'elle compose en 1959 pour l'ORTF est créée le 14 juillet 2024 lors du Concert de Paris, par l'Orchestre national de France dirigé par Cristian Măcelaru.

## Liste d'œuvres

### Mélodies
- La Belle Fête
- Guitare
- Le Trapèze volant
- Chanson de Ronsard
- Chanson « En outre »
- De sa grande amye
- Chansons Bas
- Clowneries
- L'Araignée
- Poèmes de Louise de Vilmorin
- Le Sable du sablier
- La Dame bleue
- Chansons de Bélise et de Perlimplin
- L'Orgue
- La Belle qui viendra
- Chansons de Philippe Soupault
- Il y a un petit cordonnier
- Cinq mélodies
- Chanson de Marianne, pour deux voix
- Am stram gram pique et pique et colegram
- Espèce de comptine
- Pauvre Jean
- Attributs
- Îles
- Chanson de la côte
- Deux Chansons d'Angleterre
- Mes journées artificielles
- Dépêche-toi de rire
- La Chanson des gares

### Musique pour piano
- Étude Caprice no 2
- Étude Caprice no 3
- Étude Caprice no 4
- Nocturne-Intermède no 2
- Barcarolle-Intermède no 3
- La Boîte à malice

### Musique de film
- 1946 : Les Gueux au paradis de René Le Hénaff
- 1957 : Niok l'éléphant d'Edmond Séchan
- 1958 : Le Tombeur de Jacques Jouanneau

## Témoignage
Pierre Schaeffer écrit : « Claude Arrieu est bien de son époque par une vertu de présence, un instinct d'efficacité, une audacieuse fidélité. Qu'importe les moyens, concertos ou chansons, les publics, l'élite des concerts ou la foule des spectateurs, pourvu que l'émotion au travers d'une technique impeccable et dans une spirituelle vigilance, trouve le chemin du cœur. »

## Hommages
Henri Dutilleux lui dédie la pièce no 5 « Hommage à Bach » de son recueil Au gré des ondes.